# بیشاس‌تینتون
بیشاس‌تینتون (به انگلیسی: Bishopsteignton) یک روستا و محله مدنی در بریتانیا است که در تاین‌بریج واقع شده‌است. بیشاس‌تینتون ۲٬۵۷۰ نفر جمعیت دارد.